# سیارک ۲۰۳۶۶
سیارک ۲۰۳۶۶ (به انگلیسی: 20366 Bonev، نامگذاری:1998KP8) بیست هزار و سیصد و شصت و ششمین سیارک کشف شده‌است که در ۲۳ مه ۱۹۹۸ کشف شد.
قدر مطلق سیارک برابر ۲۸.۲ است.